# Conservation des espèces

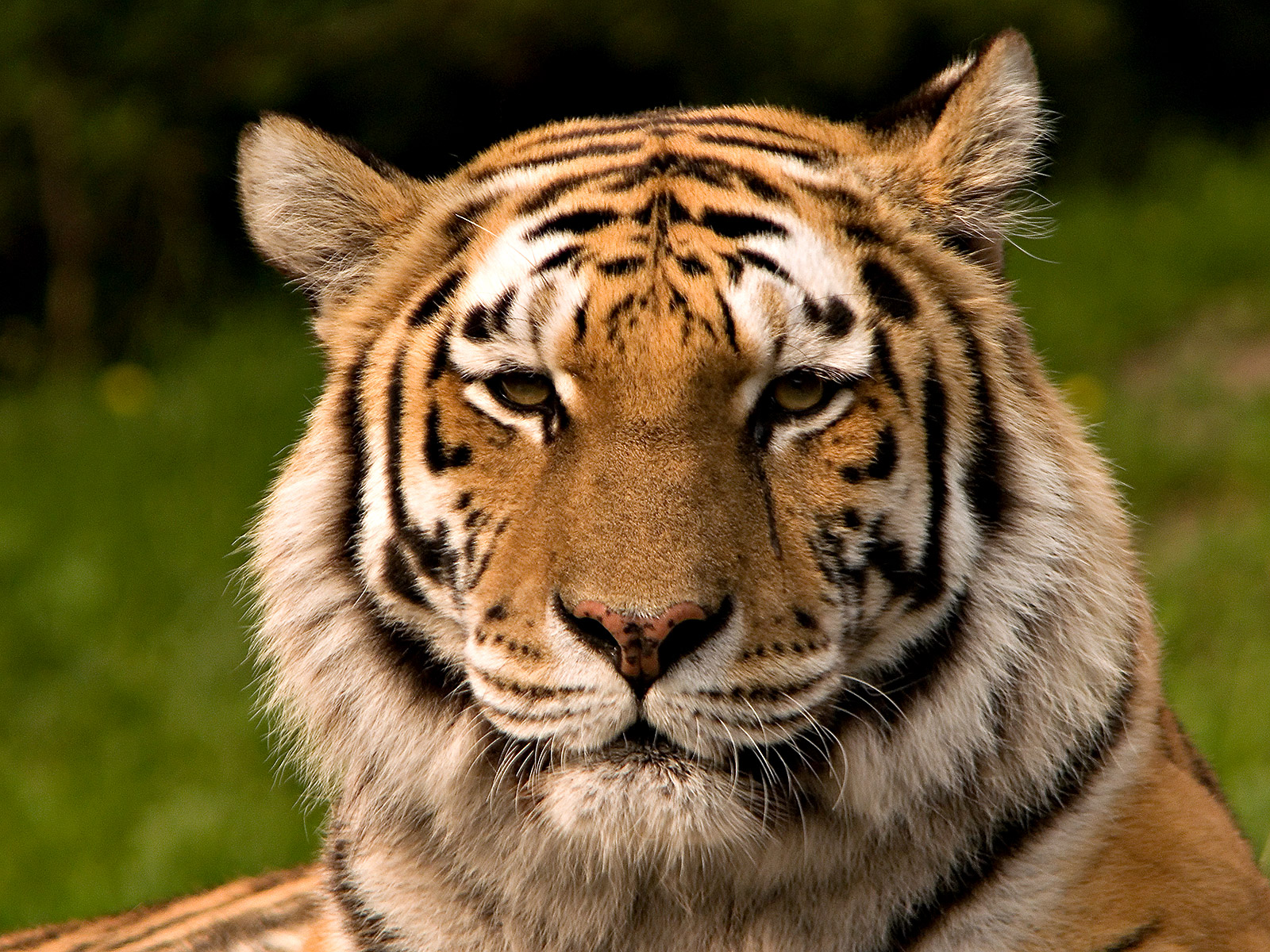
Tête d'un tigre de Sibérie, une espèce en danger d'extinction.

La conservation des espèces, aussi appelée conservation de la vie sauvage (de l'anglais wildlife conservation) ou conservation de la faune et de la flore, est la pratique de la protection des espèces animales et végétales sauvages. La faune et la flore jouent un rôle important dans l'équilibre entre l'environnement et la stabilité des différents processus naturels. L'objectif de la conservation de la faune et de la flore est de veiller à ce que la nature appartienne aux générations futures et à reconnaître l'importance de la vie sauvage et de la naturalité pour les humains et les autres espèces. Beaucoup de pays ont des organismes gouvernementaux et des ONG voués à la conservation de la faune et de la flore, qui aident à mettre en œuvre des politiques visant à protéger la vie sauvage. De nombreuses organisations à but non lucratif indépendantes interviennent également pour promouvoir diverses actions de conservation de la faune et de la flore.
En réponse à la pression croissante des humains sur les milieux naturels qu'ils fréquentent, le Programme Sans trace, initialement mis au point aux États-Unis sur la base de la recherche, est maintenant enseigné partout dans le monde afin que les randonneurs et randonneuses ainsi que le personnel d'organismes œuvrant dans le domaine du plein air puissent savoir comment y limiter leurs impacts négatifs.
Selon la National Wildlife Federation, la vie sauvage aux États-Unis reçoit une majorité de son financement grâce à des crédits du budget fédéral, des subventions annuelles fédérales et étatiques et des efforts financiers provenant de programmes tels que le Programme de réserves de conservation (CRP - Conservation Reserve Program (en)), le Programme de réserves de zones humides (WRP - Wetlands Reserve Program (en)) et le Programme d'incitations sur les habitats de vie sauvage (WHIP - Wildlife Habitat Incentives Program (en)),. De plus, un montant important de financement provient de l'État grâce à la vente de licences de chasse / pêche, d'étiquettes (« tags » d'identification pour le gibier), de timbres et au prélèvement de taxes d'accise provenant de l'achat d'équipement de chasse et de munitions, qui recueille environ 200 millions de dollars par an.
La conservation de la faune et de la flore est devenue une pratique de plus en plus importante en raison des effets négatifs de l'activité humaine sur la vie sauvage. Une espèce en voie d'extinction est définie comme une espèce vivante qui risque de disparaître du fait de sa population très faible ou en déclin sur l’ensemble de son aire de distribution géographique, ou parce qu'elle est menacée par différents paramètres environnementaux ou anthropiques sous-jacents.

## Influence des réseaux sociaux sur la perception des espèces en danger

### Introduction
Les réseaux sociaux jouent un rôle croissant dans la manière dont le public perçoit les espèces en danger et les enjeux de conservation. Des plateformes comme Instagram, TikTok et YouTube diffusent des images et des vidéos d'animaux, suscitant des réactions émotionnelles qui influencent les attitudes et le soutien envers certaines espèces. Bien que ces plateformes aient des objectifs similaires, leurs formats variés influencent différemment l'engagement du public. Par exemple, Instagram, avec son format visuel, génère souvent un engagement rapide et émotionnel, tandis que YouTube, avec ses vidéos plus longues, permet des discussions approfondies sur les enjeux environnementaux. Ces différences doivent être prises en compte lorsque l’on analyse l’impact des réseaux sociaux. De plus, ces réseaux servent de moyen de sensibilisation aux causes environnementales, notamment en ce qui concerne les espèces menacées. Cet article explore de manière approfondie comment la représentation des animaux sur ces plateformes modifie les perceptions du public et, par conséquent, l'impact sur les initiatives de conservation à l’échelle mondiale.

### Représentation des espèces en danger dans les médias
Les réseaux sociaux favorisent une représentation inégale des espèces en danger. Les espèces de la mégafaune charismatique (pandas, tigres, éléphants) attirent une couverture médiatique et des financements disproportionnés, renforçant leur soutien public. En revanche, des espèces moins photogéniques, comme les amphibiens, insectes ou reptiles, sont souvent mises à l'écart et reçoivent moins d'attention médiatique. Cela contribue à une hiérarchie implicite de la valeur de ces espèces aux yeux du public.
La viralité de certaines campagnes sur les réseaux sociaux, telles que #SaveTheTurtles ou des vidéos d'animaux blessés, a également un impact considérable sur la manière dont les gens s’engagent. Les campagnes telles que celles-ci ont montré qu'en plus de sensibiliser, elles incitent souvent à des actions concrètes telles que les dons ou la participation à des événements de nettoyage pour la faune. Cependant, l’effet de ces actions reste souvent concentré sur un petit nombre d'animaux, au détriment d'une approche plus globale de la conservation. Les utilisateurs des réseaux sociaux, engagés par des images percutantes, peuvent parfois ne pas prendre en compte d’autres espèces tout aussi menacées.

### Impact psychologique et comportemental des médias sociaux
Les médias sociaux activent divers biais cognitifs qui façonnent la perception du public vis-à-vis des espèces en danger :
- Biais de la mégafauna charismatique: Les animaux jugés mignons, majestueux ou spectaculaires, comme les lions ou les dauphins, reçoivent davantage de soutien. Ces espèces suscitent des émotions de sympathie et de protection chez les utilisateurs des réseaux sociaux, ce qui entraîne un financement et une attention médiatique disproportionnés[9].

- Encadrement émotionnel (framing): Les images de la faune en détresse, comme celle d’un ours polaire sur une banquise fondante, génèrent des émotions puissantes telles que la tristesse et la compassion. Cependant, ces images peuvent aussi induire un sentiment d'anxiété climatique, amenant certaines personnes à se sentir impuissantes face à l’ampleur du problème. En revanche, les campagnes positives mettant en avant des animaux sauvés ou réhabilités tendent à renforcer l'engagement, en inspirant l’espoir et la motivation à contribuer à la cause[10].

- Slacktivisme vs engagement réel: Bien que partager une publication ou utiliser des hashtags populaires (par exemple, #StopDeepSeaMining) puisse démontrer une solidarité superficielle, cela ne garantit pas un engagement concret en faveur de la conservation. Le slacktivisme, bien que permettant une sensibilisation rapide, peut parfois masquer l'absence d'actions réelles à long terme pour la protection des espèces. Les recherches indiquent que des actions concrètes comme les dons et la participation à des événements de nettoyage ou de réhabilitation sont nécessaires pour véritablement soutenir les efforts de conservation[11].

### Recherche scientifique sur les médias et la perception de la faune
Des études académiques ont montré l’influence significative des réseaux sociaux sur la perception du public à propos de la conservation de la faune. Par exemple, une étude menée en 2017 a montré que les réseaux sociaux jouent un rôle fondamental dans l'éducation et la sensibilisation à la conservation de la faune. La capacité de partager des informations instantanément avec une audience mondiale est un outil puissant pour promouvoir des actions concrètes, comme des dons ou des actions de terrain. Ces campagnes de sensibilisation peuvent entraîner des changements de comportement, comme des dons ou des actions de terrain.
Une recherche publiée en 2021 dans Facets Journal a examiné les avantages et les risques de l’utilisation des médias sociaux pour la conservation des espèces menacées. Si la visibilité accrue peut favoriser des initiatives de protection, elle peut aussi conduire à une focalisation excessive sur des espèces populaires au détriment d'autres moins médiatisées (Facets Journal, 2021). Cette recherche met en lumière l’importance d’un équilibre dans les campagnes.
Un article de PubMed (2021) a exploré l'impact des animaux charismatiques sur le marketing de la conservation, indiquant que la "mignonnerie" de certaines espèces, comme les pandas, joue un rôle majeur dans les stratégies de collecte de fonds pour la conservation (PubMed, 2021). Ce biais affecte les priorités des campagnes, concentrant l'attention sur quelques espèces tout en négligeant d'autres qui nécessitent également une aide urgente.
Une étude publiée par Science Daily (2024) a montré que l’apparence esthétique des espèces, comme les oiseaux colorés ou les félins majestueux, génère plus d'engagement et d'intérêt de la part du public. Cela renforce l’idée que les perceptions esthétiques influencent directement les comportements de soutien (Science Daily, 2024).
Enfin, un mémoire de Pitzer College (2020) a exploré l’influence des médias sociaux sur l'engagement du public dans les initiatives de conservation. L'étude a révélé que les utilisateurs sont plus enclins à s'impliquer dans des actions concrètes lorsqu'ils se sentent personnellement connectés à l'animal ou à l'enjeu (Pitzer College, 2020).

### Défis et enjeux éthiques
Malgré les avantages indéniables qu’apportent les réseaux sociaux en matière de sensibilisation, plusieurs défis et enjeux éthiques se posent :
- Déséquilibre dans les efforts de conservation: Certaines espèces captent toute l'attention médiatique, détournant des ressources et de l’attention d’autres espèces qui nécessitent tout autant, voire davantage, d’efforts de conservation. Par exemple, des campagnes pour la protection des grands mammifères peuvent laisser de côté des espèces moins médiatisées mais tout aussi en danger (ResearchGate, 2017)[7].

- Fausse information et exagération: Les réseaux sociaux simplifient parfois les enjeux complexes liés à la conservation, ce qui mène à des interprétations erronées ou des exagérations des faits. Par exemple, des publications peuvent créer une fausse impression de progrès dans certaines zones, alors que la réalité est bien plus complexe (Facets Journal, 2021)[8].

- Tourisme éthique et exploitation animale: Certains contenus viraux incitent à des interactions inappropriées avec la faune. Les vidéos montrant des interactions avec des animaux sauvages peuvent encourager des pratiques touristiques nuisibles, telles que les selfies avec des animaux en captivité ou l’exploitation des animaux dans des conditions de stress (Pitzer College, 2020)[11].